# Egglham

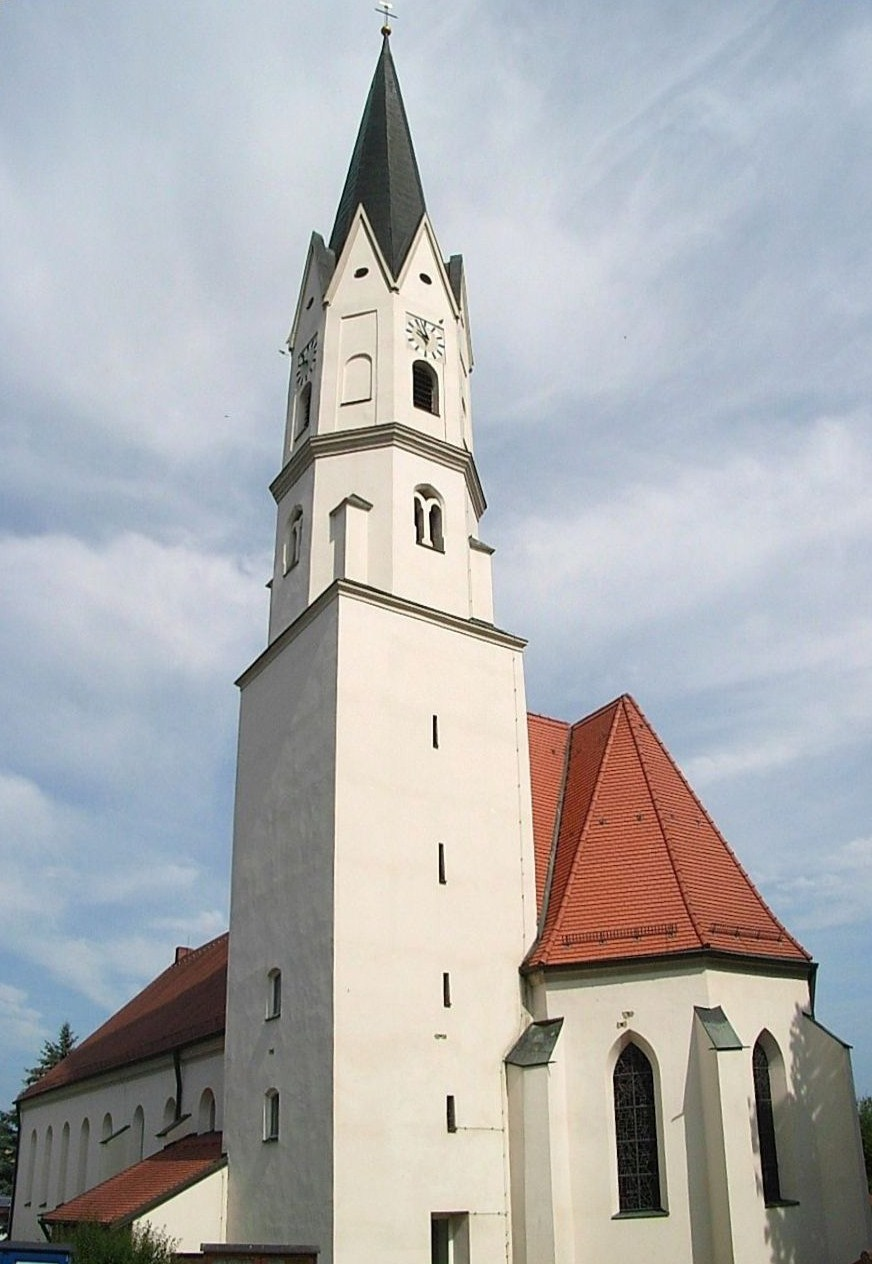
Die Pfarrkirche St. Stephanus

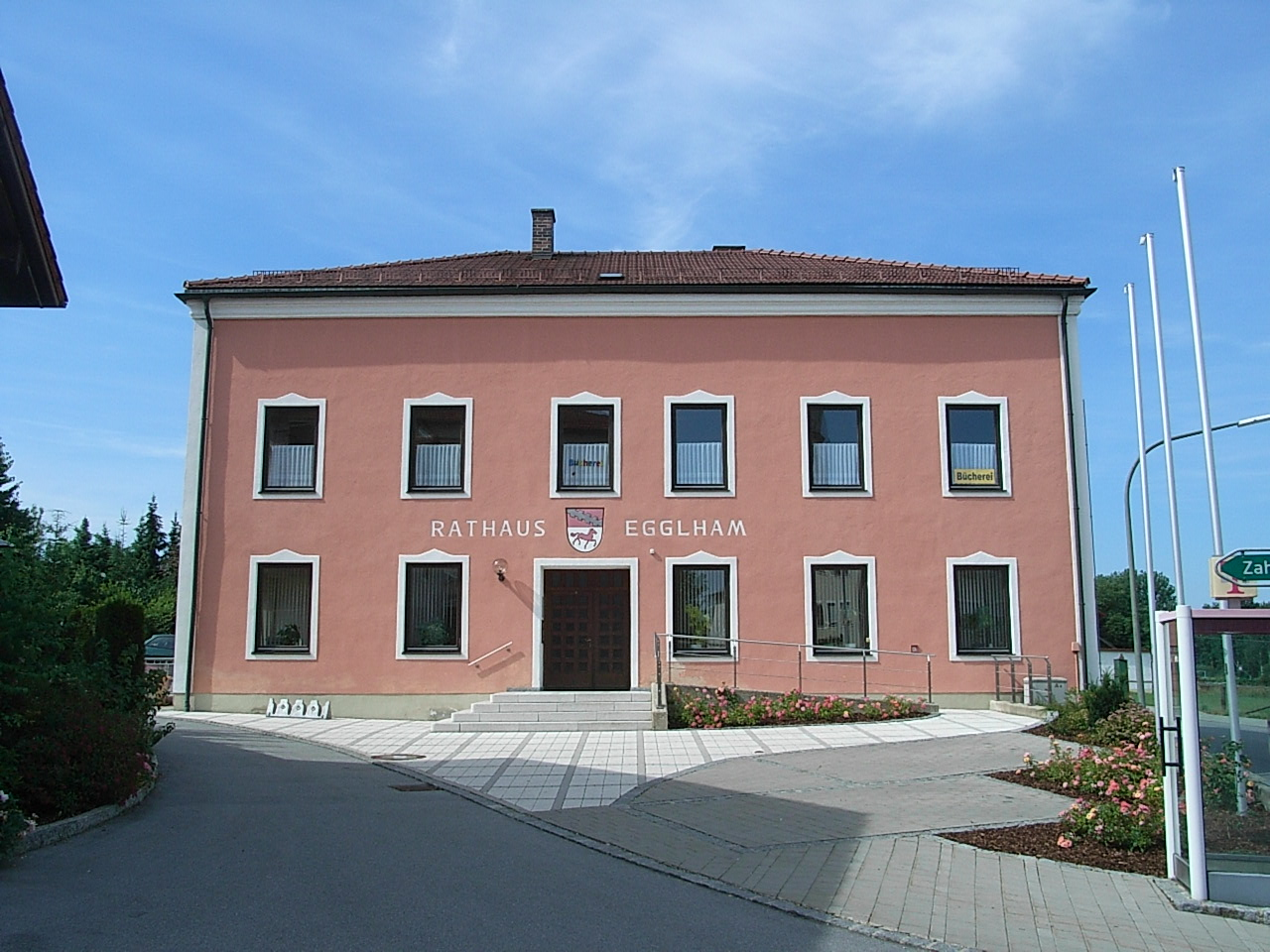
Das Rathaus von Egglham

Egglham ist eine Gemeinde im niederbayerischen Landkreis Rottal-Inn.

## Geografie

### Geografische Lage
Die Gemeinde liegt in der Region Landshut etwa 16 km nordöstlich der Kreisstadt Pfarrkirchen, 18 km südwestlich von Vilshofen, 32 km nordwestlich von Pocking sowie 40 km westlich von Passau. Egglham liegt am Rande der Niederbayerischen Toskana (Unteres Rottal), des Klosterwinkels und des Holzlandes in der typisch niederbayerischen Hügellandschaft.

### Gemeindegliederung
Es gibt 58 Gemeindeteile:
- Abach
- Abshofen
- Afham
- Amsham
- Birkenöd
- Egglham
- Frauentödling
- Fraundorf
- Gopping
- Grub bei Reuth
- Haag
- Haiden
- Hasenöd
- Hausschwendt
- Hengsberg
- Herrndobl
- Hochaich
- Hofreuth
- Hoibach
- Hoisberg
- Holz
- Holzhäuser
- Kainzdobl
- Kalham
- Kindham
- Krieglmühle
- Kuglenz
- Lenzloh
- Limbach
- Lohe
- Martinstödling
- Matzöd
- Öd
- Peisting
- Reschdobl
- Reuth
- Riegelsberg
- Ringdobl
- Schacha
- Schlott
- Schnecking
- Steiner
- Stelzberg
- Stockland
- Tabor
- Tiefbach
- Tölzenöd
- Udlberg
- Wald
- Wampendobl
- Weissenberg
- Wilhelm
- Willeithen
- Wimpaißer
- Wolfscheiben
- Wolfschießen
- Wolfsöd
- Zehentwiesen

Es gibt die Gemarkungen Amsham und Egglham.

### Nachbargemeinden
Nachbarorte sind Aidenbach, Beutelsbach, Haarbach, Dietersburg und Bad Birnbach und etwas weiter entfernt Bad Füssing, Bad Griesbach im Rottal, Pfarrkirchen, Eggenfelden, Passau, Schärding (Oberösterreich) und Vilshofen an der Donau.

## Geschichte

### Bis zur Gemeindegründung
Der Ort Egglham wurde 1140 als Ekkeheim erstmals urkundlich erwähnt. Es liegt die Ausgangsform *Ekkinheim in der Bedeutung ‚Heimstatt des Ekko‘ zugrunde.
Egglham gehörte zum Rentamt Burghausen und zum Landgericht Vilshofen des Kurfürstentums Bayern. Die Grafen von Ortenburg, die seit 1210 als Inhaber von Besitz- und Vogteirechten im Gebiet von Egglham nachweisbar sind, besaßen hier eine offene Hofmark.
Im Zuge der Verwaltungsreformen in Bayern entstand mit dem Gemeindeedikt von 1818 die heutige Gemeinde.

### Eingemeindungen
Im Zuge der Gebietsreform in Bayern wurde am 1. Oktober 1971 die Gemeinde Amsham eingegliedert.

### Einwohnerentwicklung
Zwischen 1988 und 2018 wuchs die Gemeinde von 2283 auf 2376 um 93 Einwohner bzw. um 4,1 %.
- 1961: 2262 Einwohner
- 1970: 2270 Einwohner
- 1987: 2298 Einwohner
- 1991: 2394 Einwohner
- 1995: 2421 Einwohner
- 2000: 2442 Einwohner
- 2005: 2415 Einwohner
- 2010: 2370 Einwohner
- 2015: 2369 Einwohner

## Politik

### Bürgermeister
Erster Bürgermeister ist Hermann Etzel (CSU/FWG). Er wurde 2012 Nachfolger von Michael Fahmüller (CSU), der im Herbst 2011 zum Landrat gewählt wurde. Fahmüllers Vorgänger war bis 2002 Adolf Feilmeier (SPD).

### Gemeinderat
Nach den Kommunalwahlen 2020 hatte der Gemeinderat folgende Zusammensetzung:
- Christlich-Soziale Union (CSU): 10 Sitze
- Unabhängige Wähler (UWG): 4 Sitze

### Wappen
| | Blasonierung: „Geteilt von Rot und Silber, oben ein gegenästiger, silberner Schrägbalken, unten ein nach rechts trabendes, schwarz bewehrtes, rotes Pferd.“ |
| Wappenbegründung: Der gegenästige silberne Schrägbalken wurde aus dem Stammwappen der Grafen von Ortenburg übernommen, die seit 1210 als Inhaber von Besitz- und Vogteirechten im Gebiet von Egglham nachweisbar sind. Abgesehen von zeitweiliger Verpfändung oder Besetzung verblieb die Hofmark Egglham bis in die neuere Zeit in Ortenburger Besitz. Das rote Pferd verweist auf die berühmte Rottaler Pferdezucht, die im Gemeindegebiet auch heute noch von Bedeutung ist. Dieses Wappen wird seit 1977 geführt. | |

## Sehenswürdigkeiten
Die Kath. Pfarrkirche St. Stephan ist eine spätgotische Anlage. Das Langhaus wurde 1771 erweitert. Die beiden Seitenschiffe entstanden 1860 bis 1870.

## Wirtschaft und Infrastruktur

### Wirtschaft einschließlich Land- und Forstwirtschaft
Es gab 2020 nach der amtlichen Statistik im produzierenden Gewerbe 238 und im Bereich Handel, Verkehr und Gastgewerbe 57 sozialversicherungspflichtig Beschäftigte am Arbeitsort. In sonstigen Wirtschaftsbereichen waren am Arbeitsort 62 Personen sozialversicherungspflichtig beschäftigt. Sozialversicherungspflichtig Beschäftigte am Wohnort gab es insgesamt 942. 
Im verarbeitenden Gewerbe gab es keine, im Bauhauptgewerbe sechs Betriebe. Zudem bestanden im Jahr 2016 59 landwirtschaftliche Betriebe mit einer landwirtschaftlich genutzten Fläche von 1963 ha, davon waren 1534 ha Ackerfläche und 402 ha Dauergrünfläche.

### Bildung
Es gibt folgende Bildungseinrichtungen:
- Der Kindergarten Egglham mit 65 Betreuungsplätzen, davon 15 Krippenplätze, wurde 1975 eröffnet, im Jahr 2010/2011 grundlegend saniert und um eine Kinderkrippe erweitert.[11]
- Die voll ausgebaute Grundschule Egglham mit Einfachturnhalle wurde im September 2010 eröffnet.[12] Im Schuljahr 2019/2020 gab es an ihr 85 Schüler und vier hauptamtliche Lehrkräfte.[13]

## Persönlichkeiten
- Peter Griesbacher (1864–1933), Kirchenkomponist, Dozent an der Kirchenmusikschule Regensburg